# Разпъване на Исус
Разпъването на Иисус е екзекуцията на основоположника на християнството Иисус Христос чрез разпъване на кръст, изпълнена около 33 година в Йерусалим.
Той е осъден на смърт от римския управител Пилат Понтийски по обвинения, че е подбуждал към бунт срещу римското управление, като обвинението е активно поддържано от водачите на местната еврейска общност. Разпъването на Христос играе централна роля в християнското богословие и е тясно свързано с християнските доктрини за спасението и изкуплението.

## Описание в Библията
| Евангелие                           | Описание |
| ----------------------------------- | --- |
| От Матея (Библия: Матей 27:33 – 50  | 33. И като стигнаха на мястото, наричано Голгота, което значи: лобно място, 34. дадоха Му да пие оцет, смесен с жлъчка; но Той вкуси и не иска да пие. 35. А след като Го разпнаха, разделиха дрехите Му, хвърляйки жребие; за да се изпълни реченото от пророка: „разделиха дрехите Ми помежду си и за облеклото Ми хвърлиха жребие“; 36. и седяха, та Го пазеха там; 37. и туриха над главата Му надпис, който показваше вината Му: Този е Иисус, Царят Иудейски. 38. Тогава бидоха разпнати с Него двама разбойници: единият отдясно, а другият отляво. 39. А минувачите Го хулеха, като клатеха глава 40. и думаха: Ти, Който разрушаваш храма, и в три дни го съзиждаш, спаси Себе Си! Ако си Син Божий, слез от кръста! 41. Също и първосвещениците заедно с книжниците и стареите и фарисеите се присмиваха и думаха: 42. други спаси, а Себе Си не може да спаси. Ако Той е Цар Израилев, нека сега слезе от кръста, и ще повярваме в Него; 43. надяваше се на Бога, нека сега Го избави, ако Му е угоден; понеже бе казал: Син Божий съм. 44. Също Го хулеха и разбойниците, разпнати с него. 45. А от шестия час настана тъмнина по цялата земя до деветия час; 46. а около деветия час Иисус извика с висок глас: Или! Или! лама савахтани? сиреч, Боже Мой, Боже Мой! Защо си Ме оставил? 47. Някои от стоещите там, като чуха, казваха: Той вика Илия. 48. И веднага един от тях се затече, взе гъба, натопи я в оцет и, като я надяна на тръст, даваше Му да пие; 49. другите пък думаха: чакай, да видим, дали ще дойде Илия да Го избави. 50. А Иисус, като извика пак с висок глас, изпусна дух.                                    |
| От Марко (Библия: Марко 15:22 – 37) | 22. Заведоха Го на мястото Голгота, което значи: лобно място. 23. И даваха Му да пие вино със смирна, ала Той не прие. 24. Ония, които Го разпнаха, разделиха дрехите Му, хвърляйки жребие, кой какво да вземе. 25. Беше третият час, и Го разпнаха. 26. Имаше надпис за вината Му: Цар Иудейски. 27. С Него разпнаха двама разбойници, единия отдясно Нему, а другия отляво. 28. И се сбъдна Писанието, което казва: „и към беззаконници бе причислен“. 29. Минувачите Го хулеха, като клатеха глава и думаха: уа! Ти, Който разрушаваш храма, и в три дни го съзиждаш, 30. спаси Себе Си и слез от кръста! 31. Също и първосвещениците с книжниците се присмиваха и думаха помежду си: други спасяваше, а Себе Си не може да спаси. 32. Христос, Царят Израилев, нека слезе сега от кръста, та да видим и повярваме. Хулеха Го и разпнатите с Него. 33. А на шестия час настана тъмнина по цялата земя до деветия час. 34. А на деветия час Иисус извика с висок глас: Елои, Елои, лама савахтани? което значи: Боже Мой, Боже Мой, защо си Ме оставил? 35. Някои от стоещите там, като чуха, казваха: ето, вика Илия. 36. А един се затече, натопи гъба в оцет и, като я надяна на тръст, даваше Му да пие, думайки: почакайте да видим, дали ще дойде Илия да Го снеме. 37. А Иисус, като издаде висок глас, издъхна. |
| От Лука (Библия: Лука 23:33 – 46)   | 33. И когато отидоха на мястото, наречено Лобно, там разпнаха Него и злодейците, единия отдясно, а другия отляво. 34. А Иисус говореше: Отче! прости им, понеже не знаят, що правят. И като деляха дрехите Му, хвърлиха жребие. 35. А народът стоеше и гледаше. Подгавряха се заедно с народа и началниците, казвайки: други спаси, нека спаси и Себе Си, ако Този е Христос, избраникът Божий. 36. Също и войниците се подиграваха с Него, като се приближаваха и Му поднасяха оцет, 37. и казваха: ако си Ти Иудейският Цар, спаси се Сам. 38. И над Него имаше надпис, написан на гръцки, латински и еврейски: Този е Царят Иудейски. 39. Един от увисналите на кръста злодейци Го хулеше и казваше: ако си Ти Христос, спаси Себе Си и нас. 40. А другият, като заговори, мъмреше тогова и казваше: та и от Бога ли се не боиш ти, когато и сам си осъден на същото? 41. А ние сме осъдени справедливо, защото получаваме заслуженото според делата си; но Тоя нищо лошо не е сторил. 42. И казваше на Иисуса: спомни си за мене, Господи, кога дойдеш в царството Си! 43. И отговори му Иисус: истина ти казвам: днес ще бъдеш с Мене в рая. 44. Беше вече около шестия час, и настана мрак по цялата земя до деветия час; 45. и потъмня слънцето, и храмовата завеса се раздра през средата. 46. Иисус, като извика с висок глас, рече: Отче! в Твоите ръце предавам духа Си. И това като каза, издъхна. |
| От Йоан (Библия: Йоан 19:17 – 30)   | 17. И носейки кръста Си, Той излезе на мястото, наречено Лобно, по еврейски Голгота; 18. там Го разпнаха, и с Него други двама, от едната и от другата страна, а посред – Иисуса. 19. А Пилат написа и надпис, и го постави на кръста. Написано беше: Иисус Назорей, Цар Иудейски. 20. Тоя надпис четоха мнозина от иудеите, понеже беше близо до града мястото, дето Иисус бе разпнат, и написаното бе по еврейски, гръцки и латински. 21. А първосвещениците иудейски казваха на Пилата: недей писа: Цар Иудейски, но че Той каза: Цар Иудейски съм. 22. Пилат отговори: каквото писах, писах. 23. Войниците пък, като разпнаха Иисуса, взеха дрехите Му (и ги разделиха на четири дяла, по един дял на всеки войник) и хитона. Хитонът не беше шит, а изтъкан цял от горе до долу. 24. Тогава рекоха си един другиму: да го не раздираме, а да хвърлим за него жребие, чий да бъде; за да се сбъдне реченото в Писанието: „разделиха дрехите Ми помежду си и за одеждата Ми хвърлиха жребие“. Тъй направиха войниците. 25. При кръста Иисусов стояха майка Му и сестрата на майка Му, Мария Клеопова, и Мария Магдалина. 26. А Иисус, като видя майка Си и стоещия там ученик, когото обичаше, казва на майка Си: жено, ето син ти! 27. После казва на ученика: ето майка ти! И от оня час ученикът я прибра при себе си. 28. След това Иисус, като знаеше, че всичко вече е свършено, за да се сбъдне Писанието, казва: жеден съм. 29. Там имаше съсъд, пълен с оцет. Войниците напоиха гъба с оцет, надянаха я на исопова тръст и поднесоха на устата Му. 30. А когато Иисус вкуси от оцета, рече: свърши се! И като наведе глава, предаде дух. |